# Волгодонская ТЭЦ-2
Волгодонская ТЭЦ-2 — энергетическое предприятие в Волгодонске, Южный федеральный округ. ТЭЦ эксплуатируется ООО «Волгодонская тепловая генерация» (дочерняя организация ПАО «Лукойл»).  Является дочерней организацией АО «ВДК-Энерго».

## Эксплуатация
Волгодонская ТЭЦ-2 введена в эксплуатацию в декабре 1977 года с пуском первого энергоблока 60 МВт. Турбоагрегаты №2 и №3 мощностью 110 МВт были введены в июне 1979 года, и в августе 1980 года. Турбоагрегат № 4 мощностью 140 МВт в 1989 году. Общая мощность станции 420 МВт.
Волгодонская ТЭЦ-2 имеет 5 паровых котлов и 4 турбоагрегата. Установленная электрическая мощность — 420 МВт, установленная тепловая мощность — 809 Гкал/час.
В 2011 году в качестве филиала к станции была присоединена Волгодонская ТЭЦ-1 в статусе котельной. В 2016 году котельная выведена в отдельную организацию ООО «ТЭЦ-1».
В 2012 году была завершена реконструкция 274-метровой дымовой трубы №2.
ТЭЦ обеспечивает энергией промышленные предприятия и бытовых потребителей города Волгодонска.